# Большой Октябрь
Большой Октябрь — упразднённая деревня в Красноармейском районе Челябинской области России. Входила в состав Русско-Теченского сельсовета. Исключена из учётных данных в 1984 году.

## География
Располагалась на ручье Рассоха (приток реки Межевая) в месте впадения в неё реки Малая Калагаза, на расстоянии примерно 5,5 км по прямой к северу от села Нижнепетропавловское.

## История
По данным на 1970 год входила в состав Русско-Теченского сельсовета. В ней размещалось 5-е отделение совхоза «Кировский».
Исключена из учётных данных решением Челябинского облисполкома от 10 апреля 1984 года № 125.

## Население
| 1970 | 1977 | 1983 |
| ---- | ---- | ---- |
| 184  | ↘54  | ↘2   |